# Delegation Hassi El Ferid
Die Delegation Hassi El Ferid (الفريد حاسي معتمدية) ist eine der 13 tunesischen Delegationen im Gouvernement Kasserine, südlich von Kasserine gelegen.
Bei der Volkszählung 2014 wurden 19.400 Einwohner gezählt.
Der Hauptort ist Hassi El Ferid, der 2015 eine Gemeinde wurde.

## Sektoren (Imada)
Die Delegation ist in 5 Sektoren (Imada) unterteilt:
- Hassi El Ferid (حاسي الفريد) mit 5.328 Einwohnern (Volkszählung 2014)
- El Hechim (الهشيم) mit 1.637 Einwohner
- Khanguet Jezia (خنقة الجازية) mit 2.414 Einwohner
- Essalloum (السلوم) mit 2.484 Einwohner
- El Kamour (الكامور) mit 7.537 Einwohner

## Geografie
Die Delegation grenzt im Süd-Westen an die Delegation Majel Bel Abbes, im Nord-Westen an die Delegation Kasserine Süd, im Norden an die Delegation Sbeitla, im Osten an die Delegationen Bir El Hafey und Sidi Ali Ben Aoûn, im Süden an die Sidi Aïch.
Das Klima ist arid.
Der Hauptort liegt auf einem Hochplateau auf zirka 600–700 Meter.  Die wichtigsten Erhebungen sind
Djebel Ettouila westlich,
Djebel Selloum (1.314 m) nordwestlich,
Djebel el Koumine nordöstlich,
Djebel el Kharroub östlich,
Djebel Sidi Ali Ben Aoun (816 m) südöstlich
und Djebel Sidi Aïch (1.029 m) im Süden.
Die nächsten wichtigsten Ortschaften sind: westlich Fériana (تالة) und Thelepte (ثليفت), beide ungefähr 40 Straßenkilometer entfernt; nördlich liegen Kasserine und Sbeitla, beide ebenfalls um die 40 km vom Hauptort Hassi El Ferid entfernt; östlich liegen Bir El Hafey (بئر الحفي), Sidi Ali Ben Aoun (سيدي علي بن عون) und Sidi Bouzid (سيدي بوزيد), die ersten zirka 30 km, Sidi Bouzid hingegen 60 km entfernt; 90 km südlich liegt Gafsa (قفصة), Hauptort des gleichnamigen Gouvernements.

## Gesellschaft
Die Wohnbevölkerung besteht laut Volkszählung 2014 aus 19.400 Einwohnern, davon 9.925 Männer und 9.475 Frauen, die 3.746 Familien bilden und in 4.288 Wohnungen wohnen.
45 % der Einwohner sind jünger als 20 Jahre und 7,3 % sind 60 Jahre alt oder älter.
Es handelt sich um eine der Delegationen mit sehr hoher Verbreitung vom Analphabetismus (2014 waren 55 % der Einwohner im Alter von zehn oder mehr Jahren Analphabeten) und mit sehr geringer Verfügbarkeit von fließendem Wasser: nur 33 % der Wohnungen hatte zur Zeit der Volkszählung 2014 fließendes Wasser in der Wohnung.
Die Arbeitskräfte sind vorwiegend in der Landwirtschaft tätig (63 % im Jahr 2014).